# Coelogyne squamulosa
Coelogyne squamulosa é uma espécie de orquídea epífita, família Orchidaceae, originária de Kalimantan, em Borneu.